# Kościół Świętych Apostołów Piotra i Pawła w Medyce
Kościół Świętych Apostołów Piotra i Pawła – rzymskokatolicki kościół filialny należący do parafii pod tym samym wezwaniem (dekanat Przemyśl III archidiecezji przemyskiej).
Jest to świątynia wzniesiona w latach 1607–1608. Ufundowana została przez króla Zygmunta III Wazę. Przebudowana została dzięki staraniom Józefa Gwalberta Pawlikowskiego w 1850 roku – oddzielono wówczas wieżę od nawy, przedłużono nawę, przekształcono wnętrze na trzynawowe, wymieniono strop na pozorne sklepienie kolebkowe, dobudowano murowaną zakrystię, kruchtę i wieżyczkę na sygnaturkę. W 1880 roku została odsunięta od nawy wieża. Remontowana była w 1900 i 1955 roku. W 2016 roku została odkryta stara polichromia figuralno–ornamentalna, pochodząca z XVIII wieku.
Budowla jest drewniana, trzynawowa, posiada konstrukcję zrębową. Świątynia jest orientowana. Posiada prezbiterium mniejsze w stosunku do nawy, zamknięte ścianą prostą z bocznymi murowanymi zakrystią i składzikiem. Murowana i oszalowana kruchta znajduje się z przodu nawy. Kościół posiada dach dwukalenicowy, nakryty blachą; na dachu jest umieszczona wieżyczka na sygnaturkę. Jest ona zwieńczona blaszanym dachem hełmowym z latarnią. Wnętrze świątyni jest otynkowane i podzielone na trzy części przez dwa rzędy słupów. Pozorne sklepienie kolebkowe obejmuje nawę główną i prezbiterium. Nawy boczne nakryte są stropami płaskimi. Chór muzyczny jest podparty słupami i posiada prostokątną wystawkę w części centralnej. Na chórze znajduje się prospekt organowy. Wyposażenie zostało częściowo przeniesione do nowego kościoła.

## Galeria

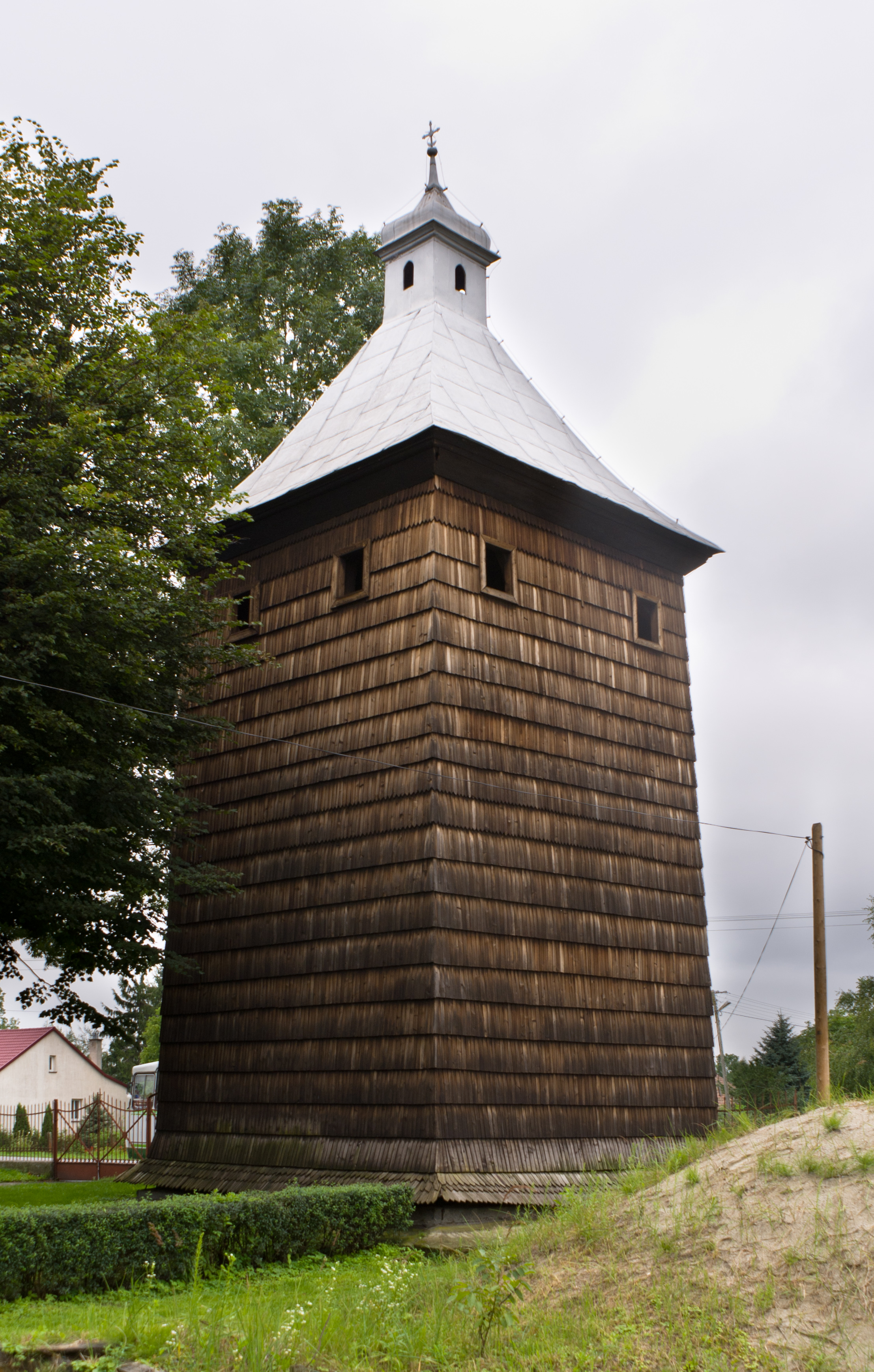
Dzwonnica (2011)
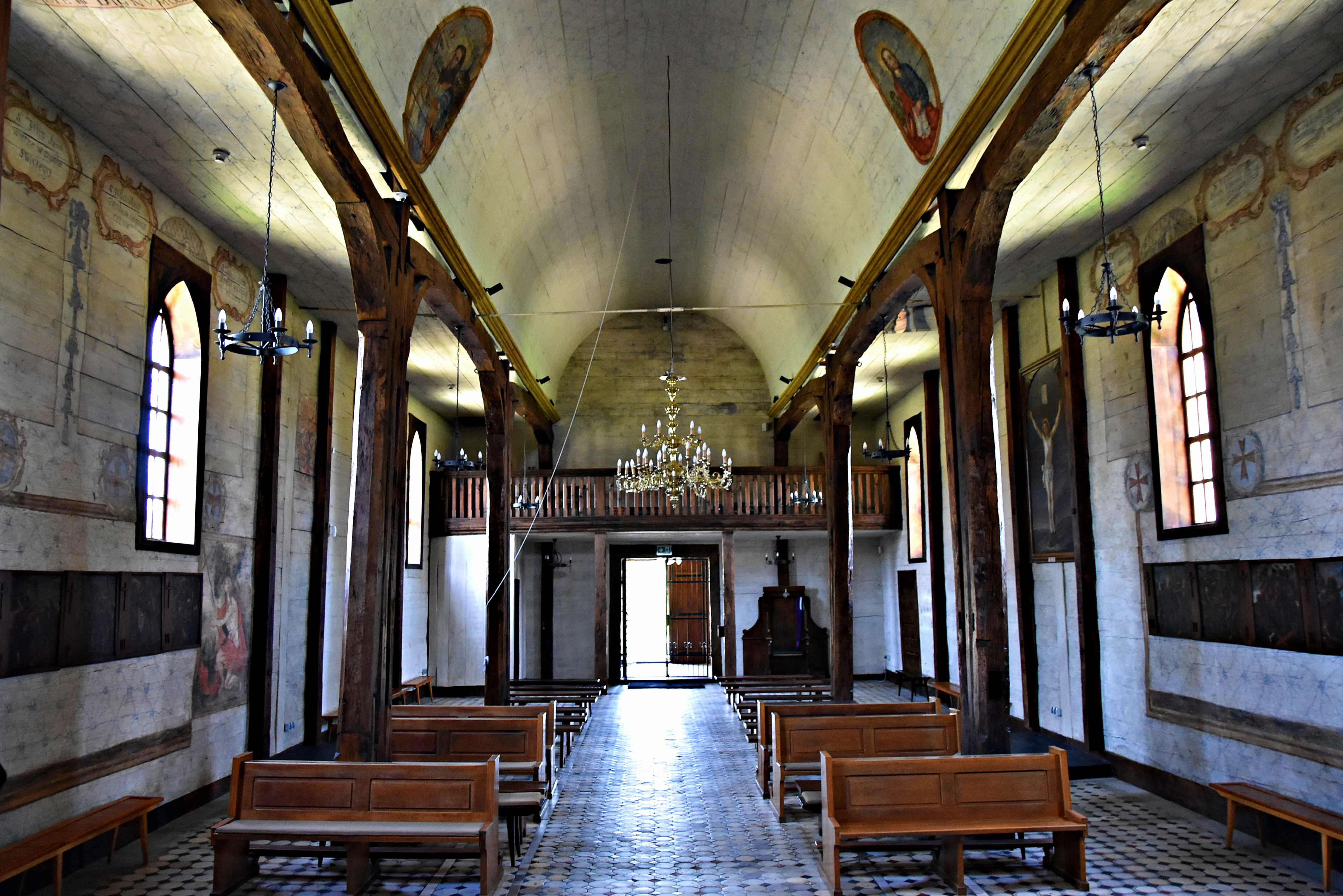
Wnętrze, widok w kierunku empory (2020)
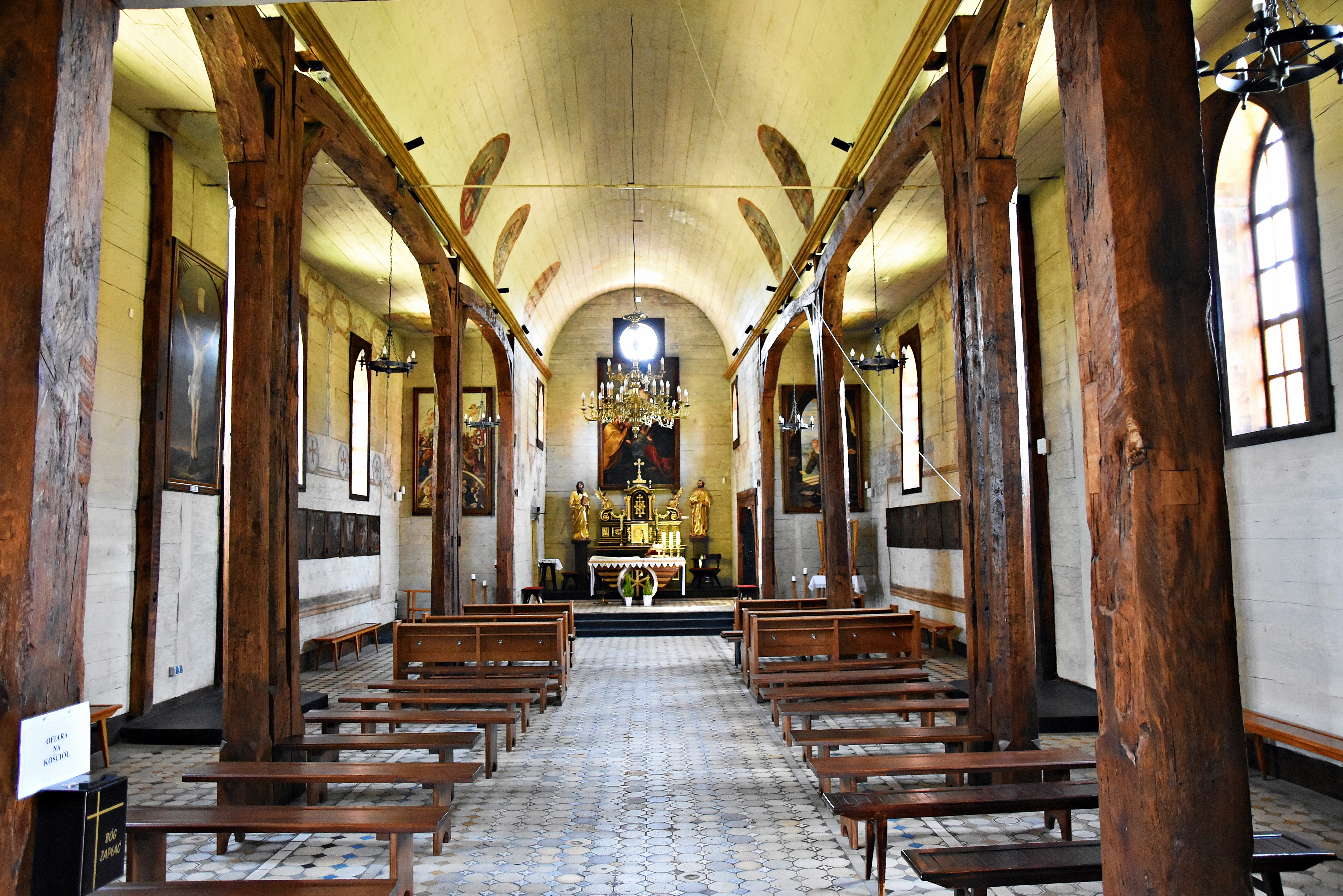
Wnętrze, widok w kierunku ołtarza głównego (2020)
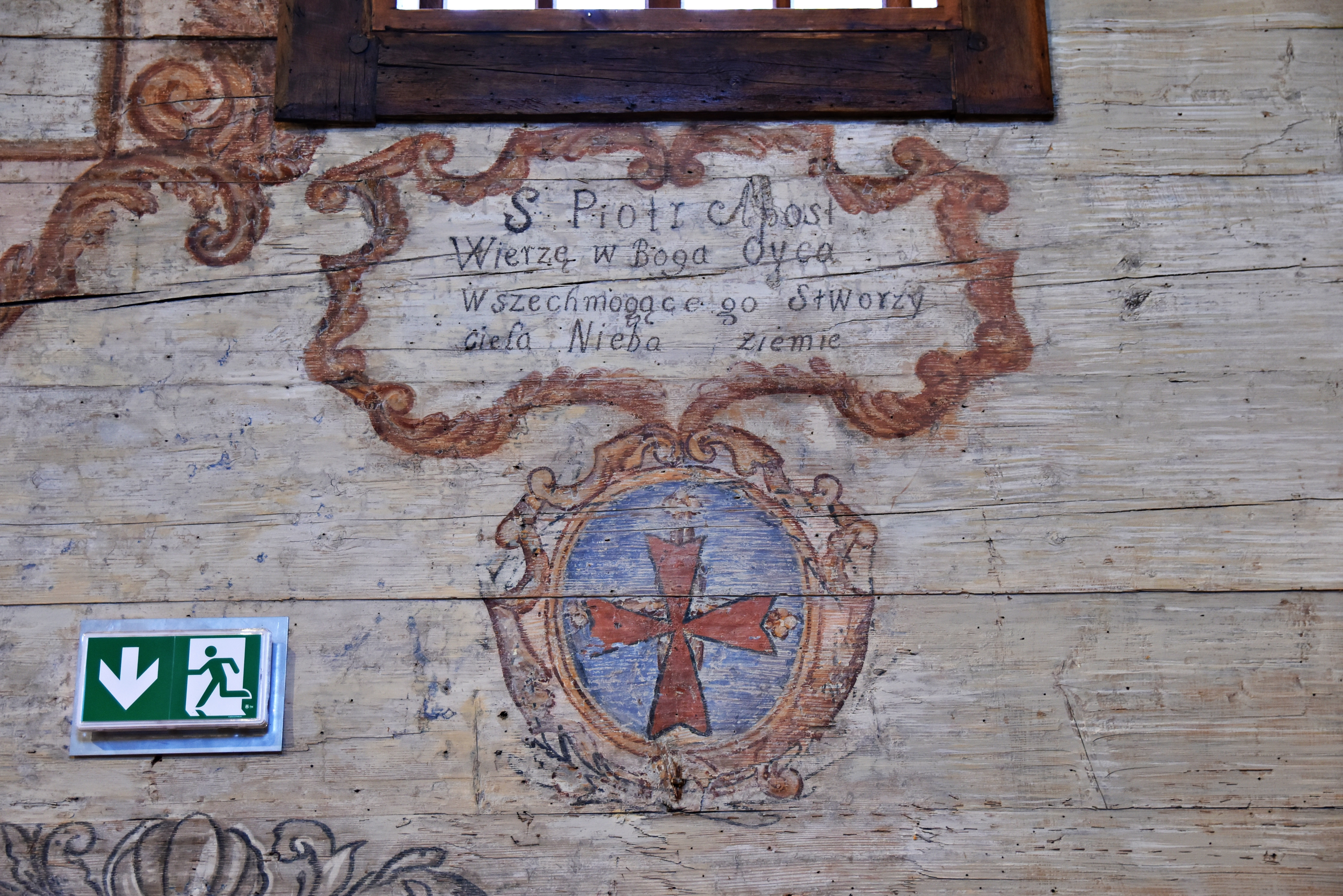
Malowidło z fragmentem nicejskiego wyznania wiary
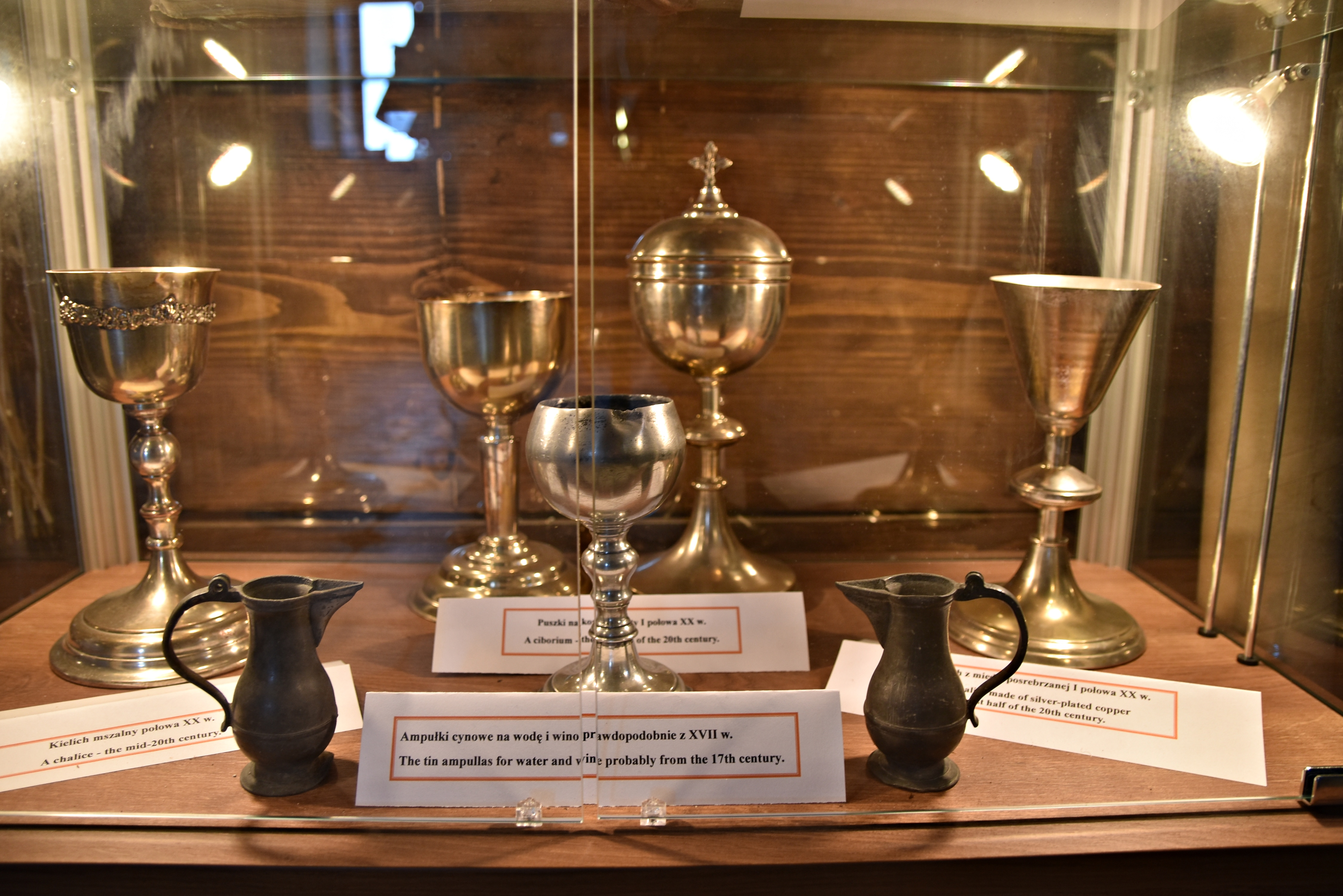
Ekspozycja historycznych naczyń liturgicznych